# Хомжа Феофан Степанович
Феофа́н Степа́нович Хомжа́ (нар.1891) — український церковний та громадський діяч, єпископ Української автокефальної православної церкви.

## Життєпис

### Родина
Феофан (Теофан) Степанович Хомжа народився 1891 року в Бабанці Уманського повіту.

### Навчання
В 1911 році закінчив Великосорочинську вчительську семінарію.

### Викладацька діяльність
До 1917 року вчителював у Маньківці Уманського повіту.
Станом на 1 січня 1918 року — вчитель в Мошурі.
За урядів Петлюри та Денікіна — вчитель в Бабанці.

### Військова діяльність
Учасник Білого руху, підпоручик, взятий в полон. З 1923 року на особливому обліку Шевченківського ДПУ.

### Релігійна діяльність

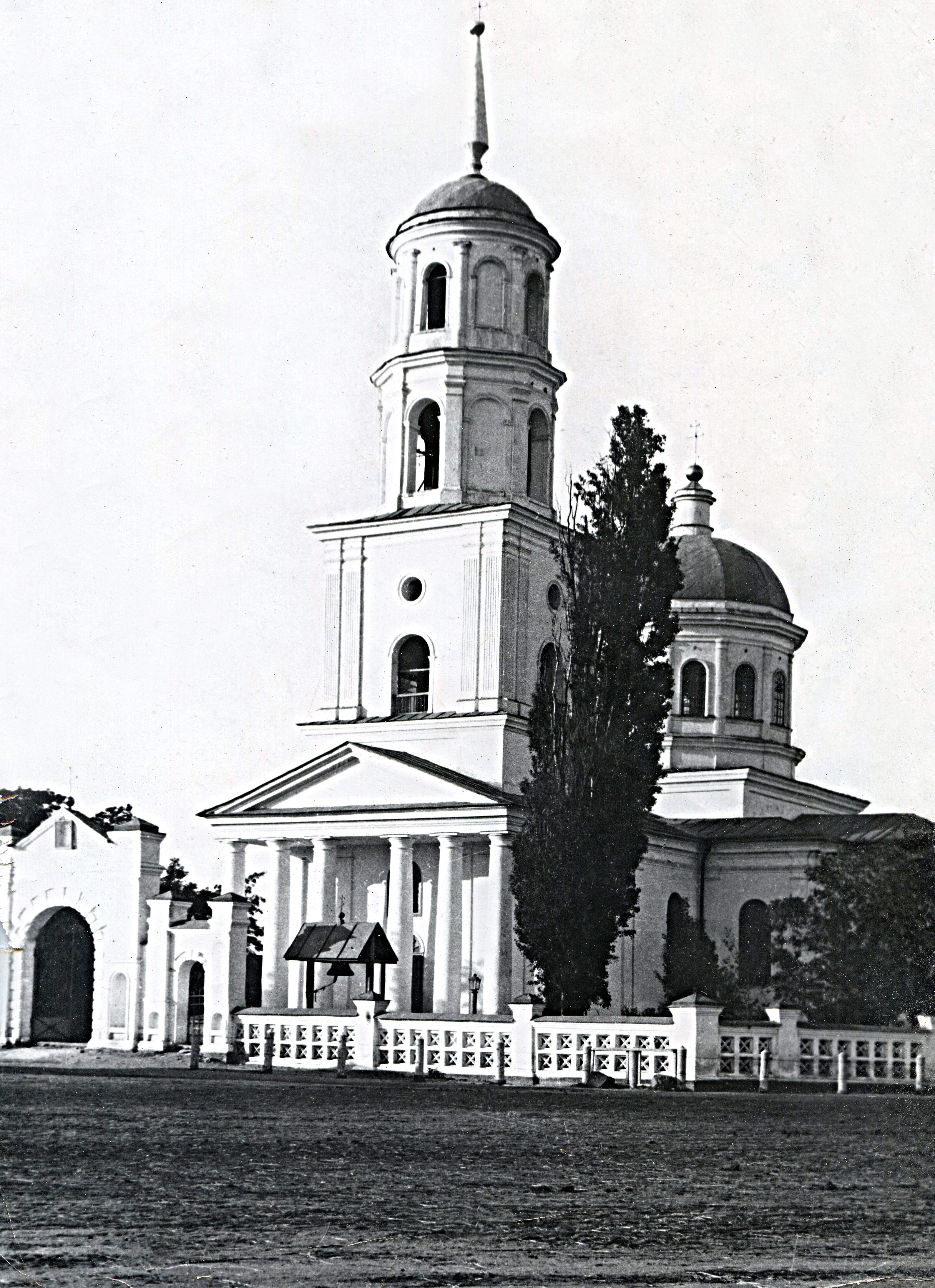
Новомиргород
Миколаївський собор
(1752, зруйнований)

31 січня 1922 року висвячений Єпископом Юхимом Калишевським на священика парафії Святого Вознесіння Української автокефальної православної церкви в Лисянці.
З 15 жовтня 1923 року священик Української автокефальної православної церкви Спаського Собору в місті Сміла.
5 вересня 1924 року отримує сан протоієрея та призначається настоятелем Української автокефальної православної церкви Миколаївського собору в Новомиргороді.
З 27 листопада 1925 року Єпископ Новомиргородський і Зінов'євський Української автокефальної православної церкви.
24 грудня 1925 року в соборі колишнього Михайлівського монастиря його хіротонія була переведена на Єпископа Новомиргородського і Зінов'євського Діяльно-Христової Церкви (ДХЦ). При цьому були присутні Єпископ Ніжинський Микола (Ширяй), Єпископ Білоцерківський Володимир Бржосневський та Єпископ Київський Петро Тарнавський.
Станом на 23 січня 1926 року мешкав за адресою: Новомиргород, вул. Іллінська, буд. Поспєлових.

### Останні роки життя
Станом на 1935 рік мешкав: Західноказахстанська область (Уральська), Теректинський район, селище Федорівка.
Арештований 13 серпня 1935 року УНКВС по ЗКО. Оголошений вирок: Казахстанським відділенням Верховного Суду РРФСР 29 березня 1936 року, зв.: 58-10, 58-11 КК РРФСР.
Вирок: 10 років ВТТ. Реабілітований 22 червня 1990 року Верховним Судом КРСР за відсутністю складу злочину.

## Зазначення
1. ↑  Історія школи. Архів оригіналу за 5 лютого 2017. Процитовано 4 лютого 2017.
2. ↑  Волков С. В. База даних «Учасники Білого руху в Росії» на січень 2014. Літера Х. С.90 [Архівовано 27 березня 2016 у Wayback Machine.](рос.)
3. ↑  Кукурудза А. Р. Демократизація православ’я в 20-х рр. ХХ ст. (український контекст). : [Монографія] / Андрій Ростиславович Кукурудза. – Рівне: видавець Зень О., 2008. – 249 с. - С.65
4. ↑  Державний архів Кіровоградської області. Акт (Копія). Фонд Р249, оп. 1, спр. 150, С.27 [Архівовано 30 листопада 2016 у Wayback Machine.] В акті: Єпископ Білоцерківський Володимир Бржосківський
5. ↑  Державний архів Кіровоградської області. Облікова карта служителя Культу. Фонд Р249, оп. 1, спр. 150, С.4. Архів оригіналу за 30 листопада 2016. Процитовано 24 червня 2016.
6. ↑  Жертвы политического террора в СССР//Мемориал [Архівовано 11 лютого 2021 у Wayback Machine.](рос.)